# Culicoides beybienkoi
Culicoides beybienkoi är en tvåvingeart som beskrevs av Dzhafarov 1962. Culicoides beybienkoi ingår i släktet Culicoides och familjen svidknott. Inga underarter finns listade i Catalogue of Life.